# Ярославичі (Дубенський район)
Яросла́вичі — село в Україні, у Ярославицькій сільській громаді Дубенського району Рівненської області. Населення становить 978 осіб. До 2017 орган місцевого самоврядування — Ярославицька сільська рада.

## Географія
Селом тече  річка Тишиця, ліва притока Зборів.

## Походження назви
Село отримало свою назву від імені Луцького князя Ярослава Ізяславовича (1169 р.), який мав в цьому селі за́мок і літню резиденцію. Про те, що ярославчани змушені були боронитись від ворогів, свідчив і старовинний замок, який впродовж століть стояв у Ярославичах: з трьох сторін оточений ровами з водою, а з четвертого боку до нього прилягав вал.

## Історія
Про цей замок, як про ще діючий, добре укріплений, з воротами та баштою, згадується в документах 1671 р. Це був акт судової передачі маєтків Добратина і Бокійми, присуджених панам Лінчевським від Волинського каштеляна Яна-Франциска Любовицького (архів, ч.6 т.1, додаток, ст.109).
У 1706 р. в Ярославичах стояло табором шведське військо короля Карла XII.
1746 р. — була збудована «Воскресенська» церква.
1812 р. — в селищі перебувала частина третьої Російської армії під командуванням генерала О. П. Тормасова.
В 1818 році 21 квітня Ярославичі відвідав цар Олександр І. Мандруючи із Варшави на південь Росії, цар заночував з 20 на 21 квітня в Луцьку, а вранці вирушив у Старокостянтинів. Там була зібрана значна кількість військ для огляду і маневрів, які Олександр І мав проводити після прибуття. Коли було подолано 14-15 верств шляху, під самими Ярославичами царя наздогнав гонець і вручив йому важливу депешу. В ній повідомлялося про народження у великого князя Миколи Павловича сина, охрещенного Олександром, якому в майбутньому належало стати царем. Така звістка дуже втішила бездітного імператора, і він зупинився в селі Ярославичі біля церкви, щоб скласти Богу подяку за спадкоємця царського престолу і помолитися. Була саме неділя, і в сільському храмі йшла служба Божа, коли прибув посланець і повідомив, що його величність імператор має честь відвідати цей храм. Батюшка, почувши таку новину, ледве не зомлів від страху, але опанував себе і провів літургію так як треба. Олександр помолився, послухав службу Божу і вирушив далі в дорогу. Біля Храму зберігся Пам'ятний Хрест із написом:

«Здесь место Святого Престола Бывшей Воскресенской церкви, которую император Александр І посещал 21 апреля 1818 года и изволил слышать Божественную Литургию».

1849 р. — розпочато будівництво Волосного управління. В 1836 році село із земельним маєтком — 1800 десятин землі, перейшло до дійсного статського радника генерал -майора Миколи Макаровича Колмикова. Майже 30 років він володів селом Ярославичі. То були роки найбільшого розквіту села в XIX сторіччі.
В 1866 році Ярославичі стали центром Волості. Першим волосним старостою був М.Дашкевич. Була відкрита поштова станція (яка мала 12 пар коней), постоялий будинок (село було розташоване на великому поштовому тракті з Луцька в Дубно). Працювало два млини (один з них був водяний). 1 травня 1876 року було відкрито однокласне народне училище Міністерства народної освіти.
21 вересня 1882 року відбулось освячення новозбудованої церкви, яка отримала назву на честь свята «Різдва Святої Богородиці», яка й стоїть донині (камінь на фундамент брали з-під руїн старовинного замку). І до відкриття цього храму російський імператор Олександр, щоправда, вже третій, тобто син Олександра II, через посередництво князя Костянтина Побєдоносцева прислав у дар пам'ятному для його сімейства Ярославицькому храму дорогоцінну ікону Божої Матері, висловивши жаль, що стара церква не збереглася. Всі ці заклади були відкриті старанням М. М. Калмакова, і частково на його кошти.
1896 рік — в Києві помер М. М. Колмиков. Його тіло було перевезено і похоронено в склепі біля церкви селища Ярославичі (склеп родини Калмикових зберігся до наших днів).
Під час Першої Світової війни у 1914—1916 рр. на території села відбулися сутички царських військ з австро-угорськими частинами, була пограбована церква, викрадені ікони, знищена вся церковна бібліотека; згорів будинок, де розміщувалася школа, народне училище. 
7 (20) листопада 1917 року, відповідно до Третього Універсалу Української Центральної Ради, увійшло до складу Української Народної Республіки.
Нова школа відкрилася в селі вже за II Речі Посполитої у 1925 році.
У 1922 році Ярославичі стали центром гміни Дубенського повіту за польським адміністративним поділом.
На початку 30-х років XX ст. у Ярославичах виник нелегальний місцевий осередок КПЗУ. Очолювали його брати Ничипір та Ярослав Поліщуки.
1935 р. — в селі заснували ОУН. А започаткував діяльність ОУН в Ярославичах Синюк Олексій. Активними членами осередку ОУН, що діяв в Ярославичах, були Симон Гнат (вперше на мітингу в Ярославичах заспівав «Ще не вмерла Україна»), Матвій Сюйва (псевдо — «Крук»), Василь Оноприюк, Олексій Ціхоцький, Степан Жердицький, Герасимчук Нечипір та багато інших. В Ярославичах було створено три чоти повстанців. Кожна чота складалась із двох роїв. Немало ярославичан загинуло, будучи в лавах Української Повстанської Армії, в енкаведистських таборах і концтаборах, усіх їх не порахувати ще й досі.
В 1939 році через Ярославичі проходила червона кіннота . В селі була встановлена радянська влада, головою сільради був призначений Спиридон Мазепа — колишній член КПЗУ.
26 червня 1941 року село було окуповане гітлерівцями. За час окупації німці спалили 87 господарств; школу та її майно. Було вбито 31 жителя; на роботу до Німеччини було вивезено 23 людини.
5 вересня 1943 року поляками із хутора Панська Долина були замордовані: Мінас Олейнічук (32 р.), Василь Болеховський (32 р.), Діонісій Ковальчук (35 р.), Ничипір Квашук (28 р.), Тимофій Кирилюк (28 р.), Арсеній Вікторович (32 р).
9 грудня 1943 року фашисти спалили село Ярославичі, цей день став «чорним» в історії села. Причиною спалення стало те, що люди перестали давати поставки м'яса, збіжжя, інших продуктів окупантам. Акція почалась зненацька, карателі підійшли до села з двох сторін (замасковані в білі маскхалати), рухалися ланцюгом. Фашисти вдиралися в помешкання, жорстоко мордували, вбивали людей, і підпалювали хати. В ході акції було вбито і спалено 30 людей, пограбовано худобу, птицю, майно селян…. Подібна акція відбулась 13 липня 1943 року: в сусідньому селі Городниця німці спалили в церкві живцем близько 50-и людей. В німців були спільники — власівці і поляки.
12 лютого 1944 року в Ярославичі вступили радянські вояки — взвод старшого лейтенанта Двинянінова. під час бою за село загинули старший лейтенант Лихачов А. Г., старшина Іванчук І. П., рядовий Шуліпа І. І. Вони похоронені на сільському цвинтарі, де споруджено пам'ятник і викарбувано їхні прізвища.
Жителі Ярославич Кондрацький Яков, Ляшук Пилип, Новосад Микола штурмували Берлін. Більше 50 односельчан загинуло на фронтах Другої Світової війни, їхні прізвища викарбувані на камені Меморіалу Слави, який односельчани спорудили в їхню пам'ять на центральній вулиці села. Ті, хто вижив на фронтах цієї страшної війни, повернулися в рідне село. Треба було відбудувати те, що було знищено в роки війни. Серед них Старостюк Іван Данилович — працював ковалем. Ковальчук Василь працював трактористом, Зінькевич Роман, Старостюк Григорій, Гринюк Юхим, Гринюк Сянько та інші.  В 1971 році з нагоди 100-літнього ювілею письменниці у Ярославичах відбулося урочисте встановлення меморіальної дошки з написом: «1881 року в селі Чекно (нині Межиріччя Ярославицької сільської ради) вивчала народні веснянки українська поетеса Леся Українка».
На початку 1946 року почали оселятися в селі депортовані українські сім'ї з Польщі,  Яких депортувала польська влада .  Які на підставі «Угоди між Урядом Української Радянської Соціалістичної Республіки і Польським Комітетом Національного визволення про евакуацію українського населення з території Польщі і польських громадян з території УРСР» були вивезені з Польщі.
Серед переселених забужан багато було мешканців з Холмщини, Черничина, Люблінського воєводства.
Найбільше село Ярославичи було розбудовано в 1960—1980 роках при голові колгоспу Кольченко Василю Юхимовичу. За його головування була прокладена кам'яна дорога з Ярославич до села В.Городниця, збудований міст через річку Тишиця, розчищений сільський ставок, розбудовані колгоспні ферми. Був збудований двоповерховий будинок культури (в його приміщені є бібліотека з читальним залом, кінозал, танцювальний зал), парк відпочинку, пошта. Була збудована велика, на два поверхи, загальноосвітня школа I—III ступенів, нове приміщення правління колгоспу і сільської ради, фельдшерсько-акушерський пункт, продовольчий та промисловий магазин, кафе(чайна), тракторна бригада, автогараж. Працював млин і пилорама. Продовжувалась розбудова села і в подальші роки. Був збудований відкормочний пункт для худоби, два восьмиквартирні будинки для молодих спеціалістів колгоспу, нова тракторна бригада, автогараж. Двоповерховий дитячий садочок, гуртожиток. Працював міні завод, який виготовляв масло, сир. Село частково було газифіковане. Будувались будинки для жителів села. В 2000 році розпочато будівництво нової церкви на кошти парафіян. Було збудоване нове приміщення сільської ради.  
В 2003 році трапився такий випадок: колишнього фронтовика Старостюк Григорія Павловича викликали в Москву, там заступник міністра оборони Російської Федерації в урочистій обстановці вручив йому одразу аж три бойові нагороди: ордени Червоної Зірки, Слави III ступеня та медаль «За відвагу». Виявляється, ці нагороди вже півстоліття шукали свого власника. Виходило, що кожне рішення про нагородження рядового Старостюка збіглося з його пораненням. Був госпіталь, а ледь затягувалися рани — поспішали направити знову на передову, але в іншу частину. Ось так нагороди і не знаходили солдата (про це писала газета «Красная звезда» від 16 липня 2003 р.) На території села діє приватне підприємство «Агро-Експрес-Сервіс», генеральний директор Костючко Сергій Степанович.
*   _Зборами 11.02.2019 року було голосування в Ярославичах, Чекні, Яловичах. про  вихід  громади з УПЦ МП І перехід до ПЦУ.                                                                                                                                                           _Ініціативна група зафіксувала таку статистику: із 435 вірян лише 19 висловилися проти переходу під омофор ПЦУ, кілька – утрималися, а решта – були «за» перехід під юрисдикцію ПЦУ: взагалі більш як 90 відсотків членів парафіяльної громади підтримали намір перейти в лоно ПЦУ. Відтак зібрання  одноголосно ухвалило рішення про перехід релігійної громади Ярославицької парафії, яка перебувала в підлеглості УПЦ Московського патріархату, у підлеглість Рівненської єпархії ПЦУ разом із двома ярославицькими храмами, а також про зміну назви релігійної громади. На парафіяльному зібранні затверджено Статут релігійної громади в новій редакції та інші питання порядку денного. Крім того, обрано старосту, скарбника храму Різдва Пресвятої Богородиці і двох його помічників.                                                                                                                                                                                                                                                                              
Історію села Ярославичі зібрав і упорядкував Андрій Схаб.
12 червня 2020 року, відповідно до розпорядження Кабінету Міністрів України № 722-р від «Про визначення адміністративних центрів та затвердження територій територіальних громад Рівненської області», увійшло до складу Ярославицької сільської громади.
19 липня 2020 року, в результаті адміністративно-територіальної реформи та ліквідації Млинівського району, село увійшло до складу Дубенського району.

### Уродженці
- Олександр (Скальський) — священик Російської православної церкви, Священномученик протоієрей Російської православної церкви.
- В селі Ярославичі народився і виріс краєзнавець: Ростислав Юхимович Островецький — автор книг «Ярославичі. Краєзнавчий нарис» (2003), «Рідний край» (2005), «Волинь. Земля нескорена» (2006). «Борці за примарну волю» (2006). «Княже село на Тишиці» (2009).

## Населення

### Мова
Розподіл населення за рідною мовою за даними перепису 2001 року:
| Мова       | Кількість | Відсоток |
| ---------- | --------- | -------- |
| українська | 548       | 99.82%   |
| російська  | 1         | 0.18%    |
| Усього     | 549       | 100%     |

## Заклади соціальної сфери
Юні мешканці здобувають дошкільну та загальну освіту в місцевому ліцеї.